# Шаранта
Шара́нта (фр. Charente, МФА (фр.): [ʃa.ʁɑ̃t]) — департамент Франции, один из департаментов региона Новая Аквитания. Порядковый номер — 16. Административный центр — Ангулем. Население — 364 429 человек (67-е место среди департаментов, данные 2010 г.).

## География
Площадь территории — 5956 км².
Основная территория департамента находится на Гароннской низменности в долине Шаранты, лишь северо-восточная часть расположена на краю Центрального массива.

## История
Шаранта была одним из первых департаментов, образованных во время Великой французской революции в марте 1790 года. Возникла на территории бывшей провинции Ангумуа. Название происходит от реки Шаранты.
До создания департамента этот район не был естественным образованием, но большая его часть была коммерчески процветающей благодаря традиционным отраслям промышленности, таким как производство соли и коньяка. Хотя река Шаранта сильно «высохла» и большую часть двадцатого века была непригодна для судоходства, в восемнадцатом веке она обеспечивала важные связи с прибрежными судоходными путями как для традиционных предприятий, так и для новых, таких как производство бумаги и выплавка железа.
Ускоряющиеся темпы промышленного и торгового развития в первой половине XIX века привели к периоду процветания, население и уровень жизни росли, и количество жителей департамента достигло своего пика в 1851 году. Во второй половине XIX века Шаранта, как и многие сельские департаменты Франции, испытывала сокращение населения, поскольку экономические перспективы, доступные в городах и заморских территориях Франции, привлекали население трудоспособного возраста. Поэтому люди покидали небольшие местечки и деревни. Экономический кризис наступил для многих в винодельческой промышленности Шаранты с приходом в 1872 году филлоксеры.
В течение XX века департамент с его традиционными отраслями промышленности испытал негативное воздействие двух крупных мировых войн и даже во второй половине века наблюдался относительно низкий рост, при этом общая численность населения оставалась удивительно стабильной на уровне около 340 000 человек во второй половине XX века, хотя промышленное и коммерческое развитие в пригородах, окружающих Ангулем, добавило около 10 000 человек к общей численности населения в течение первого десятилетия XXI века.
Относительно спокойные темпы экономического развития в XX веке способствовали иммиграции пенсионеров из-за рубежа. Данные переписи населения 2006 года показали, что число британских граждан, проживающих в департаменте, возросло до 5083 человек, поставив департамент на четвертое место в этом отношении после Парижа, Дордони и Приморских Альп.

## Административно-территориальное деление
Департамент включает 3 округа, 35 кантонов и 404 коммуны.

## В культуре
- Шаранта является родиной одного из известных литературных персонажей писателя Оноре де Бальзака — Эжена де Растиньяка.